# Wielokąt
Wielokąt, wielobok – różnie definiowany typ figury geometrycznej:
- w sensie najszerszym jest to dowolna zamknięta linia łamana[1];
- czasem wymaga się dodatkowo, by była to łamana płaska[1][2];
- dodatkowym założeniem może być, że jest to łamana zwyczajna[1];
- wielokątem nazywa się też obszar płaszczyzny ograniczony łamaną zwyczajną[1][2]; w tym wypadku jest to spójny zbiór stanowiący sumę skończonej liczby trójkątów zdefiniowanych jako sympleksy danej przestrzeni dwuwymiarowej[potrzebny przypis].

Wielokąty, tak jak inne łamane, można definiować nie tylko na płaszczyźnie euklidesowej. Odcinkiem jest w ogólności linia geodezyjna – najkrótsza w sensie metryki danej przestrzeni. Przykładowo dla sfery odcinkiem jest ortodroma – łuk okręgu wielkiego przechodzącego przez dane dwa punkty sfery. Utworzone z ortodrom wielokąty sferyczne różnią się własnościami od wielokątów euklidesowych, co opisano niżej.
Wielokąt – także pojęcie w grafice komputerowej określające część siatki trójwymiarowej.

## Typy
Wyróżnia się nieskończenie wiele odmian wielokątów:
- trójkąty, czworokąty itp. typy zdefiniowane liczbą boków;
- wielokąty płaskie to te, które da się umieścić na płaszczyźnie[1];
- wielokąty zwyczajne to te będące łamanymi zwyczajnymi – pozbawione przecięć[1];
- pozostałe wielokąty nazywa się wiązanymi[1];
- wśród wielokątów zwyczajnych wyróżnia się wielokąty wypukłe – nie przecinają się w nich nie tylko boki, ale też ich przedłużenia[1];
- pozostałe wielokąty nazywa się wklęsłymi[1];
- nazwano też wielokąty foremne, gwiaździste i monotniczne.

## Własności
Dla wielokąta płaskiego o {\displaystyle n} bokach suma kątów wewnętrznych wynosi: {\displaystyle (n-2)\cdot \pi } radianów = {\displaystyle (n-2)\cdot 180^{\circ }}. Twierdzenie to nie obowiązuje na sferze – dla trójkąta sferycznego odpowiednia suma zawsze przekracza {\displaystyle \pi } radianów i ściśle związana z jego polem powierzchni.

## Uogólnienia
Odpowiednikiem wielokąta w przestrzeni trójwymiarowej {\displaystyle \mathbb {R} ^{3}} i ogólnie w przestrzeniach liniowych jest wielościan lub wielotop.